# Канготово
Канготово — деревня в Туруханском районе Красноярского края, находится на межселенной территории.

## Географическое положение
Деревня находится примерно в 263 км от центра района — села Туруханск, на правом берегу Енисея.

## Климат
Климат резко континентальный, субарктический. Зима продолжительная. Средняя температура января −30˚С, −36˚С. Лето умеренно тёплое. Средняя температура июля от +13˚С до +18˚С. Продолжительность безморозного периода 73 — 76 суток. Осадки преимущественно летние, количество их колеблется от 400—600 мм.

## История
Деревня основана в 1760 году Григорием Ивановичем Шляховым.

## Экономика
Градообразующее производственное предприятие одно — производственный участок ТР МУП «Туруханскэнерго». Из учреждений обслуживания в деревне имеются библиотека-филиал № 17 и магазин.

## Население
Постоянное население деревни 35 чел.(2006), 20 чел. (2010, перепись). Национальный состав: русские 59 %, кеты 34 % (2002).